# Zodarion vicinum
Espèce
Synonymes
- Zodarion obscurum Denis, 1935

Zodarion vicinum est une espèce d'araignées aranéomorphes de la famille des Zodariidae.

## Distribution
Cette espèce se rencontre en Italie et en Grande-Bretagne.

## Description
Les mâles mesurent de 2,1 à 2,8 mm et les femelles de 2,7 à 2,8 mm

## Publication originale
- Denis, 1935 : « Les araignées du genre Zodarion Walk., appartenant à la faune d'Italie. » Memorie della Società Entomologica Italiana, vol. 14, no 5, p. 65-83.